# Видинське царство
Ви́динське царство (болг. Видинско царство) — держава, що відкололась від Болгарії (Тирновського царства) у XIV столітті.

## Видинськедеспотство
По смерті (1241) царя Івана Асеня II та боротьби за болгарський престол, яка слідувала за цим, Болгарська держава послабшала й низка вельмож оголосила про незалежність своїх володінь.
1257 року князь Ростислав Михайлович напав на болгарську столицю Тирново, але не зміг її взяти, тому він відступив до Видина, де закріпився, претендуючи на титул царя Болгарії, який угорці визнали за ним. 
З середини XIII століття територія Видина була автономним князівством, і нею послідовно правили Яків Святослав (помер 1276), Шишман, а потім його син Михайло Шишман, який отримав високий титул деспота від свого двоюрідного брата Теодора Святослава, і згадувався Венеціанському джерелі як деспот Болгарії та володар Видина.
Наприкінці XIII століття деспот Шишман керував околицями Видину як незалежний правитель. З Тирновським царством (основною болгарською державою тих часів) Шишман підтримував мирні стосунки. Принаймні відомостей про військові сутички між Видином і Тирново не збереглось. Після смерті Шишмана влада у Видинському князівстві перейшла до його сина, Михайла Шишмана.
1323 року Михайло Шишман, бувши деспотом Видина, був обраний болгарським царем. В результаті цього Відінське князівство об'єдналось із Болгарським царством. У Видині залишився правити Белаур, брат Михайла Шишмана. Після того, як 1331 року на болгарський престол вступив цар Іван Александр, Белаур відмовився підкорятись йому, однак під час війни 1331 року, цар Іван Александр здобув перемогу і влада Болгарського царства у Видині знову була відновлена.
Коли цар Іван Александр захотів оголосити своїм спадкоємцем свого третього сина Івана Шишмана, то другому сину Івану Срацимиру він 1356 року як компенсацію віддав владу у Видині (перший син царя Івана Александра, Михайло Асень, загинув за життя батька). З цього моменту Видинське князівство стало відоме як Видинське царство. Іван Срацимир залишив Тирново та переїхав до Видина, де правив як незалежною державою. Однак до смерті свого батька Іван Срацимір не проголошував формальної незалежності Видинського царства.

## Угорська окупація (1365—1369)
1365 року угорський король Людвік I захопив Відінське царство. Однак 1369 його було відновлено спільними діями болгарського (тирновського) царя Івана Александра, власького князя Владислава I й Добротиці, правителя Добруджі. На відінський престол повернувся Іван Срацимір.

## Відінське царство (1371—1396)
Після смерті царя Івана Александра обидва його сина Іван Срацимір та Іван Шишман оголосили себе єдиними законними правителями Болгарії й не визнавали один одного. Правитель Відінського царства, Іван Срацимир проголосив незалежність Відіна, а себе — болгарським царем, сприйнявши титул свого батька «В Христа Бога вірний цар і самодержець усім болгарам і грекам». Те ж зробив і Іван Шишман. Немає достовірних даних щодо воєнних дій між Відінським і Тирновським царствами, але припускається, що місто Софія первинно належало Івану Срацимиру, а з 1373 року перейшло до Івана Шишмана.
Демонструючи повну незалежність Відінського царства, Іван Срацимір розірвав стосунки з Тирновським патріархом та підпорядкував Відінську митрополію Константинополю.
Завдяки своєму розташуванню, Видинське царство було захищено від нападів турків. Однак, це тривало недовго. 1396 року, невдовзі після падіння Тирновського царства, турки поклали край незалежності Відіна. Іван Срацимір був заарештований за непокору султану (він пропустив угорські війська через свою територію) та його подальша доля невідома. Після цього Відінське царство остаточно втратило свою незалежність.

## Болгарське (Відінське) царство (1396—1422)
Після падіння 1395 року Тирновського царства та завоювання 1396 Відінського царства, на престол Відіна здійнявся Костянтин II Асень, син Івана Срациміра. Він правив то як васал турецького султана, то як угорського короля, а також на якийсь час проголошував незалежність, але тим не менше його влада поширювалась як мінімум на частину колишнього Відінського царства. У період з 1396 до 1422 року ці рештки Відінського царства і були Болгарією. Суперечки між Тирново й Відіном вже не було. Низка іноземних держав визнавала Костянтина II Асеня саме як правителя Болгарії. В такому вигляді Болгарія продовжувала існувати до 1422 року, коли після смерті Костянтина II Асеня, Відінське царство перестало згадуватись у джерелах (імовірно, його було остаточно ліквідовано турками).